# Puig dels Pradets
Puig dels Pradets är en bergstopp i Spanien, på gränsen till Frankrike.   Den ligger i regionen Katalonien, i den östra delen av landet, 600 km öster om huvudstaden Madrid. Toppen på Puig dels Pradets är 1 167 meter över havet, eller 194 meter över den omgivande terrängen. Bredden vid basen är 2,3 km. Puig dels Pradets ingår i Serra de l'Albera.
Terrängen runt Puig dels Pradets är huvudsakligen lite bergig. Runt Puig dels Pradets är det ganska glesbefolkat, med 38 invånare per kvadratkilometer. Närmaste större samhälle är Llançà, 18,2 km sydost om Puig dels Pradets. I omgivningarna runt Puig dels Pradets växer i huvudsak blandskog.